# Maju
Maria Julia Gonsalves Crecencio, conhecida como Maju Gamer ou somente Maju (Curitiba, 16 de abril de 2013), é Youtuber, Apresentadora, Atriz e Modelo que destacou-se nacionalmente pela sua participação no quadro Pequenos Gênios, edição 2023, do programa Domingão com Huck.

## Biografia
Maria Julia demonstrou desde os primeiros anos de vida uma inteligência aguçada, criatividade expressiva e sensibilidade social. Aos seis anos, destacou-se em torneios infantis de xadrez. Aos dez, foi aprovada no concurso público para o Colégio da Polícia Militar do Paraná, instituição de ensino de referência, e tornou-se membro do MENSA Brasil. Seu diagnóstico oficial de superdotação foi emitido pelo Instituto para Otimização da Aprendizagem (INODAP).

## Trajetória pública
Em 2023, ganhou projeção nacional ao participar do programa televisivo Pequenos Gênios, da TV Globo. Durante a competição, Maju quebrou o recorde da prova "Odnartelos" (soletração reversa), viralizando nas redes sociais. Posteriormente, foi homenageada pela Assembleia Legislativa do Paraná, onde realizou discurso público em defesa da educação e da valorização de crianças com altas habilidades.

## Produção autoral
Em 2024, lançou o livro A Guerreira UJAM, uma narrativa infanto-juvenil sobre coragem, aprendizado e identidade, cujo título é seu nome invertido. Em 2025, produziu o curta-metragem The Girl Who Turned Pain Into Power, obra poética sobre representatividade e superação. O filme foi submetido a mais de 30 festivais nacionais e internacionais voltados ao cinema jovem.

## Projeto LendoComMaju
A partir de sua atuação como autora, leitora e criadora de conteúdo, Maju desenvolveu o projeto LendoComMaju, com o objetivo de incentivar a leitura e alfabetização de crianças. Em 2026, pretende implementar uma metodologia audiovisual de alfabetização nas escolas públicas, utilizando vídeos, resenhas e materiais criativos desenvolvidos por ela.

## Reconhecimentos
- Medalha de ouro na Olimpíada Canguru de Matemática
- Menção honrosa nacional e bronze regional na OBMEP
- Selecionada para o Programa de Iniciação Científica (PIC)
- Palestrante convidada no XI Seminário de Gestores Municipais da Editora Opet